# Ivanilde Cândida da Silva
Ivanilde Cândida da Silva (São Paulo, 24 de abril de 1990) é uma jogadora de basquete paralímpico brasileira.

## Biografia e carreira
Ivanilde é natural da cidade de São Paulo. Ela teve meningite aos nove meses de vida. Como consequência da doença, ficou com o braço esquerdo curto e torto, precisou amputar parte das mãos e parte do pé direito. Aos 19 anos, enquanto fazia fisioterapia, foi convidada para jogar basquete em cadeira de rodas.
Em 2014, foi convocada pela primeira vez para representar a Seleção Brasileira. Sua estreia aconteceu no Campeonato Mundial de Basquete de Cadeira de Rodas disputado no Canadá.
Nos Jogos Parapan-Americanos de Toronto 2015 ela conquistou a medalha de bronze. Representou o Brasil nas Paralimpíadas Rio 2016.
No Campeonato Sul-Americano de 2017, sagrou-se campeã junto a seleção feminina após derrotar Argentina por 61 a 33 na final.

## Principais conquistas
Jogos Parapan-Americanos
- Bronze – 2015[1][3]

Campeonato Sul-Americano
- Ouro – 2017[1]